# Bank Rakyat Indonesia

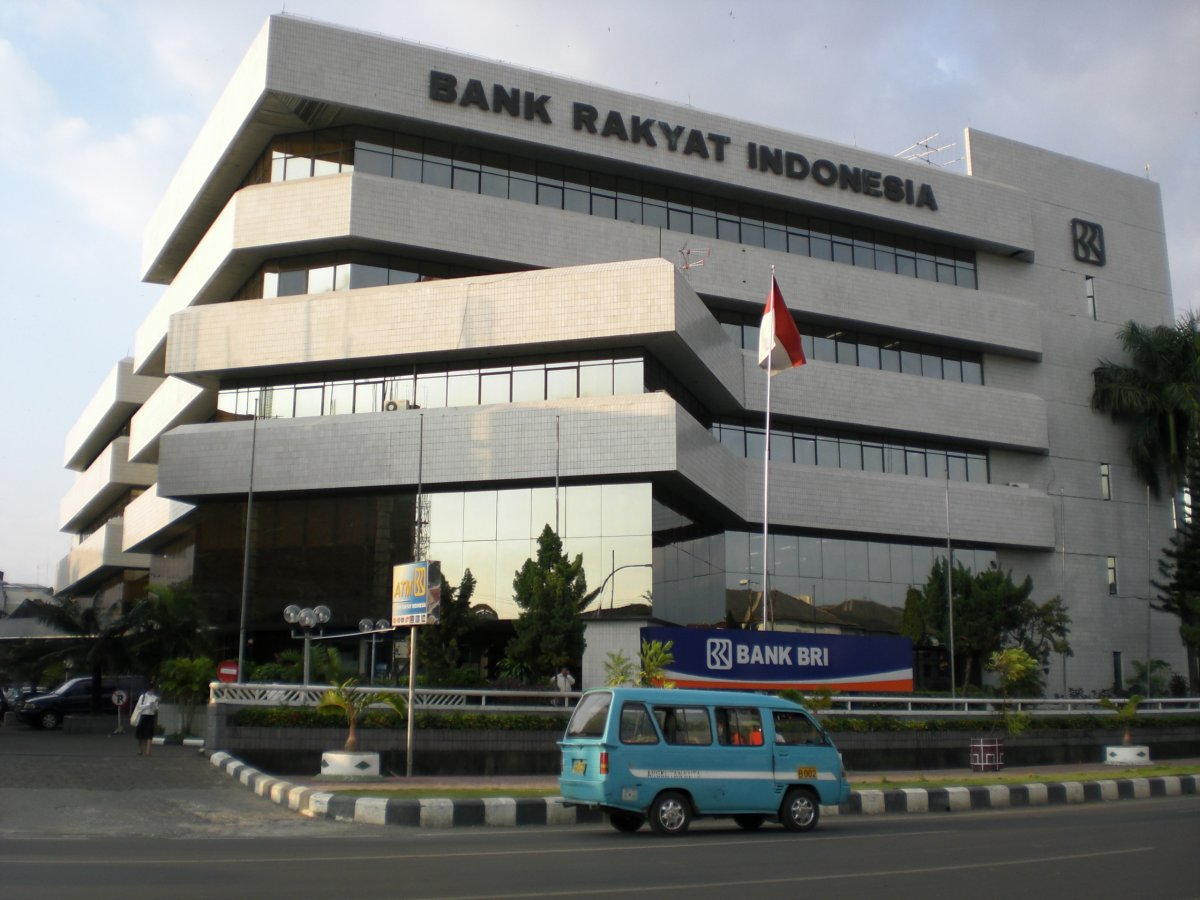
Filiale in Makassar

Die Bank Rakyat Indonesia (BRI) ist eine der größeren Banken Indonesiens, und gleichzeitig die profitabelste. Sie hat etwa 30 Millionen Retail-Kunden, die in über 4.000 Filialen und ländlichen Außenstellen bedient werden. Sie ist damit einer der größten Microfinance-Anbieter weltweit und einer der Pioniere in diesem Bereich.
Der Geschäftskundenanteil ist relativ klein. Ursprünglich gehörte die Bank zu 100 Prozent dem indonesischen Staat, bis 2003 30 Prozent der Anteile durch einen Börsengang verkauft wurden. Das Unternehmen ist im Aktienindex LQ-45 gelistet.

## Geschichte der BRI

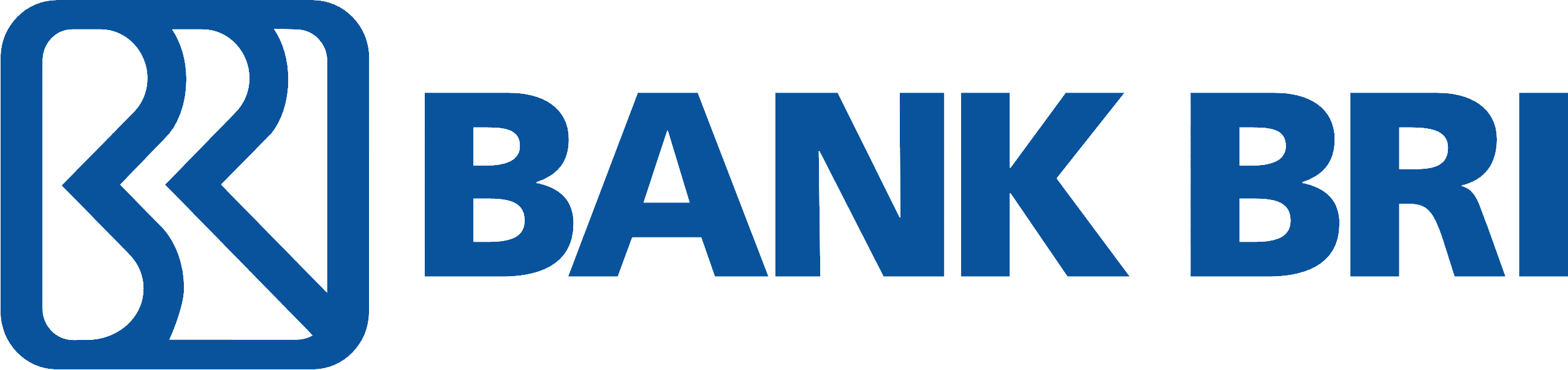
Logo vor 2020

Die Geschichte der Bank geht auf die 1895 in Purwokerto in Zentral-Java gegründete „De Poerwokertosche Hulp en Spaarbank der Inlandsche Hoofden“, eine Bank aus der niederländischen Kolonialzeit, zurück. Nach verschiedenen Namensänderungen wurde sie 1945 im Rahmen der Unabhängigkeit verstaatlicht. Von der Bankenkrise 1997 war die BRI kaum betroffen, da ihr internationales Geschäft relativ klein ist. Seit 1998, dem Beginn des Reformprozesses, zieht sich der Staat mehr und mehr aus der Leitung der Bank zurück.

## Methoden
Die BRI ist in die vier Geschäftsbereiche Mikrofinanz (Micro Banking), Retail Banking, Corporate Banking und Investmentbanking eingeteilt.
Der Mikrofinanz-Bereich bietet mehrere Mikro-Sparprodukte für städtische und ländliche Kleinst-Kunden und ein Mikrokredit-Programm mit Krediten zwischen 25.000 Rupien (3 US$) und 50.000.000 Rupien (5.000 US$).

## Die BRI als Microfinance-Anbieter und entwicklungspolitischer Akteur
1970 wurden im Rahmen eines staatlichen Programmes ca. 3.600 Unit Desas (dt. Dorfbanken) geschaffen, um die Grüne Revolution zu unterstützen. Die Dorfbanken wurden auch zum Verteilen staatlich subventionierter Kleinkredite benutzt, was aber fehlschlug. 1984 wurden diese Dorfbanken dann zu eigenverantwortlichen Kleinbanken umstrukturiert mit dem Ziel, die Ersparnisse der Landbevölkerung zu mobilisieren und sich selbst tragende Mikrokredite zu vergeben.
Die BRI ist kein staatliches Organ zur Armutsbekämpfung. So macht der einkommensmäßig mittlere bis obere Teil der armen Bevölkerung einen großen Teil der Kundschaft aus. Staatliche Programme zur Armutsbekämpfung, wie das „The Income Generating Program for Small Farmers and Fishermen“, werden über die BRI durchgeführt.
Zusammen mit der Grameen Bank und der Banco Sol in Lateinamerika gehört die BRI zu den weltweit größten Microfinance-Banken.